# Bangaloides strandi
Bangaloides strandi là một loài bọ cánh cứng trong họ Cerambycidae.